# Otto von Sack
Otto von Sack, född 31 mars 1589 på Sackenhoff i Trikatens socken, Livland, död 16 november 1658 i Stockholm, var en svensk militär.

## Biografi
Otto von Sack var son till Wolter von Sack. Han blev 1607 kammarpage hos Karl IX och innehade därefter ett par andra hovtjänster. 1617 ingick han som kornett vid Södermanlands ryttare, där han efter hand avancerade och 1632 utnämndes till överste. Han förordnades 1635 till slottshauptman på Rigas slott och Neumünde skans och 1639 till häradshövding i Rasbo härad. Han naturaliserades 1625 och introducerades samma år på riddarhuset. Von Sack deltog 1625–1629 i kriget i Livland och förde 1631–1634 befälet över Södermanlands ryttare under trettioåriga kriget. Han deltog härvid med utmärkelse i slaget vid Lech, slaget vid Lützen och slaget vid Oldendorf med flera strider. Hans grav med hans och hans båda hustrur Carin Mecks och Christina von Wernstedts vapen huggna i sten finns i Enköpings-Näs kyrka